# 다이아스테이스
다이아스테이스(영어: diastase) 또는 디아스타아제는 1833년 프랑스 화학자 앙셀름 파얜이 엿기름 용액에서 발견한 세계 최초의 추출된 효소이다. 엿기름에 알코올을 첨가하면 침전되는 흰 분말이 당화 작용을 하는 것을 발견하고 이 효소를 다이아스테이스라고 명명하였다.
현재 디아스타제는 탄수화물을 분해할 수 있는 알파(α)-아밀레이스, 베타(β)-아밀레이스, 감마(γ)-아밀레이스를 통칭하는 말이다.
효소 명칭에 붙는 영어 접미사 '-ase'는 이 다이아스테이스에서 유래했다.

## 같이 보기
- 무즙 파동 - 다이아스테이스와 관련된 시험 문제로 인하여 발생한 대한민국의 사건.
- 아밀레이스
- 알파-아밀레이스
- 베타-아밀레이스